# فرانك بارتون
فرانك بارتون (بالإنجليزية: Frank Barton)‏ (22 أكتوبر 1947 في المملكة المتحدة - ) هو مدرب كرة قدم ولاعب كرة قدم بريطاني في مركز الوسط. لعب مع سكونثورب يونايتد وغريمسبي تاون ونادي بلاكبول ونادي بورنموث ونادي كارلايل يونايتد ونادي هيرفورد وTacoma Stars (1983–1992) ‏ وويتشاتا وينغز ‏ وسياتل ساوندرز.

## وصلات خارجية
- فرانك بارتون على موقع قاعدة بيانات كرة القدم.إي يو (الإنجليزية)